# A piece of Romance
『a piece of Romance』（ア・ピース・オブ・ロマンス）は、能登有沙の4枚目のミニアルバム。2010年12月12日にHAPPY! STYLEから発売された。ハロー！プロジェクト オフィシャルショップ渋谷店で販売開始。

## 収録内容
| #         | タイトル                                   | 作詞      | 作曲         | 編曲         | 時間  |
| --------- | ------------------------------------------ | --------- | ------------ | ------------ | ----- |
| 1.        | 「世界でひとつの」                         | 能登有沙  | とものかつみ | とものかつみ | 3:49  |
| 2.        | 「ワンダーランドはすぐそこに!!」           | 能登有沙  | とものかつみ | とものかつみ | 4:32  |
| 3.        | 「迷いの森」                               | 能登有沙  | とものかつみ | とものかつみ | 4:20  |
| 4.        | 「コンビニのお兄さんに初デェトを試みる歌」 | 能登有沙  | とものかつみ | とものかつみ | 4:14  |
| 5.        | 「タイムカプセル」                         | 能登有沙  | とものかつみ | とものかつみ | 5:23  |
| 合計時間: | 合計時間:                                  | 合計時間: | 合計時間:    | 合計時間:    | 22:18 |